# Никиш, Эрнст
Эрнст Ни́киш (нем. Ernst Niekisch; 23 мая 1889, Требниц, Германская империя — 27 мая 1967, Западный Берлин) — немецкий политик и писатель, разработавший доктрину национал-большевизма. Он был одним из ведущих деятелей национал-большевизма, который оказал влияние на крыло Штрассера в НСДАП. 
Никиш публично выступал против Адольфа Гитлера и организовывал сопротивление национал-социализму в качестве "национального революционера". В 1937 г. он был арестован, а в 1939 г. Народный суд приговорил его к пожизненному заключению за государственную измену и работу на запрещённую партию. После окончания войны он вступил в Социалистическую единую партию Германии (СЕПГ), которую всё чаще критиковал после восстания 17 июня 1953 года в ГДР, пока не вышел из партии в 1955 году.

## Биография
Родился 27 мая 1889 в Требнице (Силезия), юность прошла в баварском городке Нёрдлинген. Работал школьным учителем.
В 1917 году Никиш вступил в Социал-демократическую партию Германии. В ноябре 1918 года становится председателем Советов рабочих и солдат города Аугсбурга. В 1919 г. участвовал в установлении советской власти в Баварии. Как председатель Центрального исполкома Советов исполнял обязанности главы правительства Баварии в период между убийством Эйснера и провозглашением Баварской Советской Республики. В этот период Никиш на время выходит из СДПГ и вступает в образовавшуюся на базе левого крыла германской социал-демократии Независимую социал-демократическую партию Германии (НСДПГ). В 1919 г. он избирается от НСДПГ в баварский парламент, однако вскоре возвращается в СДПГ.
В 1920-е годы взгляды Никиша претерпевают эволюцию, он находится под влиянием националистических идей. Оставаясь членом СДПГ, Никиш критикует пацифистскую позицию партийного руководства и политику, проводившуюся властями Веймарской республики. В частности, он выступает против согласия Германии на условия «Плана Дауэса» и подписания Локарнских договоров 1925 года. Никиш организует платформу в СДПГ, прямо противоположную позиции идеолога социал-демократии Эдуарда Бернштейна, что приводит к его изоляции.
В 1926 г. Никиш исключен из СДПГ. В том же году переходит в небольшую Старую социалистическую партию Саксонии и становится главным редактором партийного журнала «Der Volksstaat» (с нем. — «Народное государство»). Партия переходит под контроль Никиша и воспринимает в качестве идеологии исповедуемый им националистический вариант социализма.
1 июля 1926 г. Никиш основывает собственный журнал «Widerstand» (с нем. — «Сопротивление»). Эпиграфом журнала стали слова Клаузевица: «Сопротивление — это такая деятельность, вследствие которой силы врага должны постоянно разрушаться в таких масштабах, что враг должен отказаться от своих целей».
Начиная с 1927 год Никиш сближается с Августом Виннигом, а через него со всеми основными фигурами «Консервативной революции», младоконсерваторами, неонационалистами и представителями движения «бюндиш». Встреча с Эрнстом Юнгером становится решающим событием для идеологической эволюции Никиша. В интеллектуальных кругах, близких к журналу «Widerstand», постепенно разрабатывается идеология национал-большевизма.

## Идеолог национал-большевизма
Никиш и его последователи называют себя «национал-большевиками», подчёркивая как национальный, так и социальный характер своей борьбы. В национал-большевистской идеологии ортодоксально-марксистская идея о «пролетарской организации класса» уступает место идее о «пролетарской организации всего народа», что должно было привести к освобождению «всего народа», «национального целого».

Анализируя события, последовавшие за Ноябрьской революцией 1918 года, Никиш писал: 
«Безнадёжность положения Германии заключается в том, что в качестве элементарного события не произошло объединения классовой борьбы пролетариата с национальным пафосом. Воля к классовой борьбе, которая сосредоточена на своей чистоте и неопределённости, не освобождает даже тот социальный слой, который её ведёт. Воля к классовой борьбе как политический инструмент и вместилище национальной воли к жизни освобождает народы.».
 Национал-большевики настаивали на социальной революции, призванной освободить немецкий рабочий класс от господства эксплуататоров, но при этом подчёркивали, что социальная революция может осуществиться только в контексте национальной революции и лишь в том случае, если она поставит своей политической задачей создание принципиально нового типа государства.
В 1930 год Никиш опубликовал свою программу, в которой было перечислено «6 пунктов немецкого протеста»: против «идей 1789 года», против индивидуализма, капитализма, марксизма, парламентаризма, против Запада как родины этих идей, против варварского азиатского большевизма. Политическая часть программы состояла из следующих тезисов: «обратиться лицом к Востоку и его позитивным ценностям, осуществить необходимый выход из мирового капиталистического хозяйства, организовать принудительное переселение из городов в деревню, создать предпосылки для крестьянской жизни, осуществить отказ от идеи гуманизма, отказаться от частной собственности, вместо неё воспитывать чувство долга и служения народу и государству».

## «Ostorientierung»
Определяющим признаком, отличающим германских национал-большевиков от других представителей консервативно-революционного движения, был повышенный интерес к опыту русского большевизма. Советский Союз рассматривался национал-большевиками в качестве главного союзника Германии в борьбе с «буржуазным Западом». По словам Никиша, «революционная и социалистическая Германия в союзе с революционной Россией может победить буржуазный Запад, а затем национальное освобождение Германии от Версальского диктата послужит импульсом к мировой социалистической революции». В своей книге «Третья имперская фигура» (нем. "Die dritte imperiale Figur") Никиш писал об «общности судеб» (нем. "Schicksalgemeinschaft") немцев и русских и о необходимости «Восточной ориентации» (нем. "Ostorientirung"). «Мы должны, — писал он, — провести полное отделение от Запада. Мы объявляем себя сторонниками законов и ценностей стран восточней Эльбы. В странах Запада к немцам относятся как к неполноценным, на Востоке же они — ведущая сила. Тем, чем был Рим для Запада, должен стать Потсдам для Востока. Мировое господство всего римского прошло, на очереди — Восток».
Изучая советский опыт, Никиш становится членом организации ARPLAN — «Ассоциации исследования русской плановой экономики» под началом Арвида Харнака, в которой также участвовали Эрнст Юнгер, Дьёрдь Лукач, Карл Виттфогель и Фридрих Хильшер. Под влиянием последнего в 1932 году Никиш посещает СССР. Будучи в 1932 г. в Москве, Никиш был поражён в разговоре с Карлом Радеком уверенностью последнего в том, что как только Гитлер придёт к власти, он заключит соглашение со Сталиным.

## В антинацистской оппозиции
Движение Никиша объединяет людей, пришедших как слева, так и из правого национализма. После 1933 года Никиш входит в оппозицию против пришедшей к власти НСДАП. Смысл этой оппозиции сформулирован в книге Никиша «Гитлер — злой рок для Германии» (нем. "Hitler Ein deutsches Verhängnis"), опубликованной незадолго до прихода нацистов к власти, в 1932 году. Никиш был одним из первых представителей консервативно-революционного движения, распознавших опасность гитлеризма. Он подчеркивал, что национал-большевизм категорически несовместим с антикоммунистической истерией.
После некоторого времени пребывания в подполье, в 1937 году Никиш был арестован гестапо и депортирован в концентрационный лагерь, где находился в 1937—1945 годах. 10 января 1939 года Народная судебная палата приговорила его к пожизненному заключению за государственную измену. Он был заключён в Бранденбургскую тюрьму, где получил серьезные телесные повреждения и почти ослеп.
После освобождения Красной Армией в 1945 году Никиш предпочёл советскую зону оккупации и впоследствии стал гражданином ГДР. Он вступил в Коммунистическую партию Германии (КПГ), а в 1946 году стал членом СЕПГ. Принимал участие в создании Культурного союза демократического обновления Германии. С 1948 до 1953 года преподавал социологию в Берлинском университете им. Гумбольдта, где его ассистентами, среди прочих, были Хайнц Маус и Вернер Мазер. Затем в знак протеста против подавления рабочего восстания в ГДР 17 июня 1953 г. отказался от всех постов, покинул СЕПГ в 1955 году и эмигрировал на Запад.

## Труды
- Der Weg der deutschen Arbeiterschaft zum Staat. Verlag der Neuen Gesellschaft, Berlin 1925
- Grundfragen deutscher Außenpolitik. Verlag der Neuen Gesellschaft, Berlin 1925
- Gedanken über deutsche Politik. Widerstands-Verlag, Dresden 1929
- Politik und Idee. [Erweiterung eines Vortrags]. Widerstands-Verlag Anna Niekisch, Dresden 1929 (Schriften des «Widerstand», Band 2)
- Entscheidung. Widerstands-Verlag, Berlin 1930
- Der politische Raum deutschen Widerstandes. Widerstands-Verlag, Berlin 1931
- Hitler — ein deutsches Verhängnis. Zeichnungen von A. Paul Weber. Widerstands-Verlag, Berlin 1932
- Im Dickicht der Pakte. Widerstands-Verlag, Berlin 1935
- Die dritte imperiale Figur. Widerstands-Verlag 1935
- Deutsche Daseinsverfehlung. 1. Auflage 1946, Nachdruck: Fölbach Verlag, Koblenz 1990, ISBN 3-923532-05-9
- Das Reich der niederen Dämonen. [Eine Analyse des Nationalsozialismus]. Rowohlt, Hamburg 1953
- Gewagtes Leben. Begegnungen und Begebnisse. Kiepenheuer & Witsch, Köln und Berlin 1958 (Erste Ausgabe der Autobiographie des «Nationalbolschewisten» Ernst Niekisch)
- Die Freunde und der Freund. Joseph E. Drexel zum 70. Geburtstag, 6. Juni 1966. [Von Ernst Niekisch u.a.]. Verlag Nürnberger Presse, Nürnberg 1966
- Erinnerungen eines deutschen Revolutionärs. Verlag Wissenschaft und Politik, Köln
  - Band 1: Gewagtes Leben 1889—1945. 1974, ISBN 3-8046-8485-8
  - Band 2: Gegen den Strom 1945—1967. 1974, ISBN 3-8046-8486-6
- Widerstand. Ausgewählte Aufsätze aus den «Blättern für sozialistische und nationalrevolutionäre Politik» Hg. Uwe Sauermann, Sinus-Verlag, Krefeld 1982, Neuauflage: Verlag der Deutschen Stimme, Riesa ca.

### Переводы на русский язык
- Политические сочинения / Пер. с нем.: А. П. Шурбелев, Д. В. Кузницын, М. Варгин. — СПб.: Владимир Даль, 2011. — 409, [1] с. — ISBN 978-5-93615-107-1
- Жизнь, на которую я отважился: встречи и события / Пер. с нем. А. В. Перцева. — СПб.: Владимир Даль, 2012. — 557, [2] с., [1] л. портр. — (Дневники XX века) — ISBN 978-5-93615-109-5